# Wesełyj Haj (obwód zaporoski)
Wesełyj Haj (ukr. Веселий Гай) – wieś na Ukrainie, w obwodzie zaporoskim, w rejonie zaporoskim, w hromadzie Nowomykołajiwka. W 2001 liczyła 497 mieszkańców, spośród których 470 wskazało jako ojczysty język ukraiński, a 27 rosyjski.